# Albrecht Philip von Eynden
Albrecht Philip von Eynden (født 1665, død 19. april 1731) var en dansk officer og godsejer.
Han var af hollandsk herkomst, men vistnok norsk af fødsel. Hans fader, Philip von Eynden, var major i Vesterlenske Regiment og en tid kommandant i Christianssand, men døde i hollandsk tjeneste; hans moder hed Magdalene Petronelle de Place. Eynden trådte 1685 ind i Drabantgarden med løjtnants rang, men kom efter 2 års forløb til Sjællandske Infanteriregiment, hvor han 1692 blev kaptajnløjtnant, 1694 kaptajn. Med hjælpetropperne gik han 1700 til Sachsen som brigademajor og 1701 til Nederlandene som oberstløjtnant ved 1. bataljon af Prins Carls Regiment. 1704 blev Eynden, der samme år var blevet såret i slaget ved Höchstädt, oberst og kaldt hjem for at overtage kommandoen over fynske gevorbne regiment, som han førte i Skåne 1709-10 og i Nordtyskland 1711. Samme år blev han generalmajor og 1712, efter at have været med ved erobringen af Stade, kommandant i denne fæstning. Året efter fratrådte han både kommandantskab og Regiment for som deputeret at træde ind i Generalkommissariatet for felthæren. Som tegn på kongens tilfredshed med hans virksomhed i denne vigtige post blev han 1714 Ridder af Dannebrog og 1715 generalløjtnant.
Da man i januar 1716 frygtede for, at Carl XII over isen skulle gøre landgang på Sjælland, udnævntes Eynden til "interimschef" over armeen, der fra forskellige sider blev trukket til Fyn for samlet at gå fjenden i møde, men tøbruddet gjorde ende på Carl XII's planer og dermed på Eyndens kommando. Efter at Eynden havde været med ved lejren om København i efteråret 1716, blev der i juli 1717 atter tiltænkt ham en særlig kommando, nemlig over en projekteret landgangsekspedition til Gulland, men 14 dage senere blev denne plan atter opgivet, og Eyndens tjenstlige virksomhed bestod dernæst i en række mønstringer, kommissioner og overkrigsretter såvel i Danmark som i Norge, idet den lange krigsperiode i hjemmet og endnu mere afgivelsen af hjælpetropper til fremmede magter havde givet rig anledning til forviklinger af forskellig art.
1725 tog Eynden afsked af krigstjenesten og trak sig tilbage på sine godser. Han havde nemlig 1717 købt den store herregård Frydendal mellem Holbæk og Kalundborg, hvortil han, foruden forskellige mindre erhvervelser, 1730 føjede den nærliggende Bjergbygård. Han døde 19. april 1731 og ligger begravet i Kundby Kirke.
1716 havde han giftet sig med Vibekke Krag (1691 – 6. marts 1778 i Odense), datter af gehejmeråd Niels Krag til Egeskov og Sophie Juel. Hun solgte 1745 Bjergbygård og 1763 Frydendal. Slægten uddøde 1799 med deres eneste søn, generalmajor Christian Frederik Ludvig von Eynden.